# 朱莉·卓
朱莉·卓（英語：Julie Zhuo, 1984年—）是一位美国华人企业家。

## 生平
1984年出生于上海，5岁随父母移民美国，生活在德克萨斯州，2006年毕业于斯坦福大学计算机系。同年5月加入Facebook担任实习生，25岁升为经理，最终升为产品设计副总裁，2020年后辞职创业成为Sundial联合创始人。

## 著作
- 《硬核晋升》，中信出版集团，2020年1月，ISBN 9787521711172

## 个人生活
有三个孩子，生活在加利福尼亚州。